# Torpilleur No 5
Le torpilleur N° 5 fait partie des 7 torpilleurs du programme de 1876 de la marine française.
Les essais des torpilleurs N° 5 et 6 furent jugés très satisfaisants au niveau des caractéristiques techniques. Cependant, leurs dimensions intérieures les rendirent inhabitables (1,50 m de hauteur sous plafond).

## Carrière
- 1878 : École de chauffe.
- 1880 : Désarmé jusqu'en 1886.
- Mai 1887 : Rayé de la liste de la Flotte en tant que bâtiment de combat.